# شایر پی‌ال‌سی
شایر پی‌ال‌سی (به انگلیسی: Shire plc) شرکت داروسازی بریتانیایی ثبت شده در جرزی بود، که در هشت ژانویهٔ سال ۲۰۱۹ توسط شرکت ژاپنی داروسازی تاکدا خریداری شد. شایر در زمینه تولید و عرضه انواع داروهای صناعی، فعالیت داشت.
تمرکز این شرکت بیوتکنولوژی بر روی بیماریهای ژنتیکی نادر و بیماریهای خاص بود. محصولات دارویی این شرکت در زمینهٔ بیماریهایی مثل بیماریهای خونی، سیستم ایمنی، سیستم عصبی، و غیره در بیش از صد کشور جهان عرضه می‌شود.
شرکت شایر پی‌ال‌سی در سال ۱۹۸۶ توسط هری استراتفورد و در شهر دوبلین، جزیره ایرلند تأسیس شد. از برندها و داروهای تولید شده توسط این شرکت، می‌توان به: مسالازین، درماگرافت، ویوانس و کربنات لانتان اشاره نمود.